# Bloody Disgusting
Bloody Disgusting és una empresa multimèdia nord-americana, que va començar com un diari en línia centrat en el gènere de terror especialitzat en serveis d'informació. Va cobrir diversos mitjans de terror, inclosos: cinema, televisió, videojocs, còmics i música. L'empresa es va expandir a altres mitjans, com ara publicitat, xarxes de podcasts, cinema, televisió, mitjans de streaming i gestió.

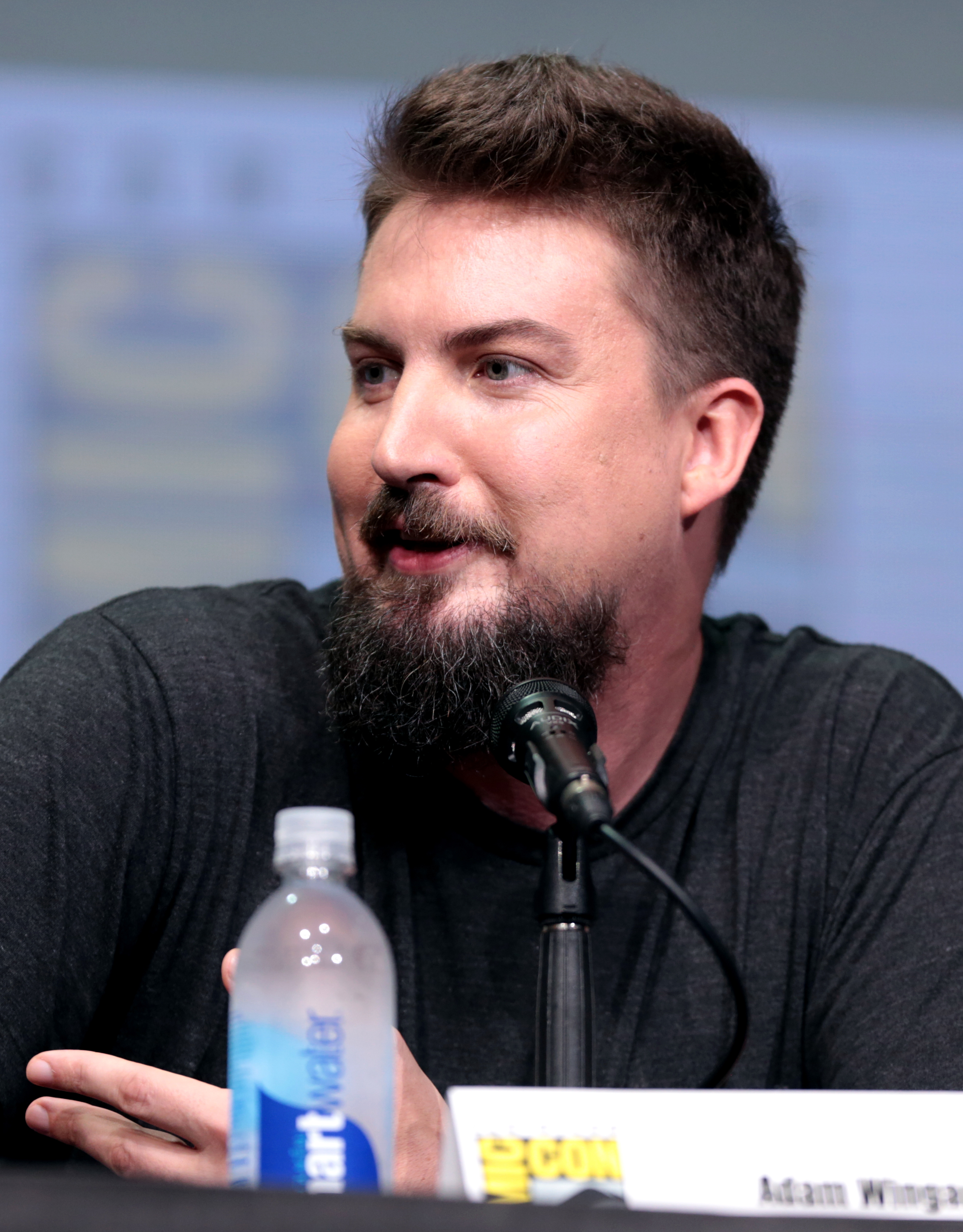
Adam Wingard és un dels cineastes que ha treballat amb la productora Bloody Disgusting

L'estudi de producció cinematogràfica va desenvolupar i produir la franquícia V/H/S, una col·lecció de sis pel·lícules de fals metratge apropiat, dues pel·lícules derivades i una minisèrie.

## Història
Bloody Disgusting va ser fundada l'any 2001 per Brad Miska (amb el pseudònim de Mr. Disgusting) i Tom Owen,que dirigeixen el lloc juntament amb l'actual editor director John Squires. El 2007, el lloc tenia 1,5 milions de visitants únics i 20 milions de pàgines vistes cada mes. El setembre de 2007, The Collective, una empresa de gestió amb seu a Beverly Hills va comprar una participació minoritària. El 2011 Bloody Disgusting va començar la distribució i producció de pel·lícules que han guanyat premis i han generat l'exitosa franquícia V/H/S.
El 2011, Bloody Disgusting es va associar amb The Collective i AMC Entertainment Holdings Inc. per crear una companyia de distribució anomenada Bloody Disgusting Selects. La nova filial s'ha especialitzat a oferir una estrena més àmplia per a cineastes independents. La companyia va comprar els drets de distribució de pel·lícules que es van estrenar inicialment en festivals de cinema, amb ubicacions a AMC Theatres que s'encarregaven de l'estrena exclusiva en cinemes. Després d'això, les pel·lícules van ser distribuïdes pel conglomerat a través de l'associació de The Collective amb Vivendi Universal i en plataformes de DVD, Blu-ray i VOD.
Bloody Disgusting ha treballat sobretot en projectes amb escriptors, directors i actors de gènere com Adam Wingard, Simon Barrett, David Bruckner, Roxanne Benjamin, Joe Swanberg, AJ Bowen, Amy Seimetz, TI West, Radio Silence, Glenn McQuaid, Steven C Miller, Jonny Weston, Jason Eisner, Eduardo Sanchez, Greg Hale, Gareth Evans, Timo Tjahjanto, Marcel Sarmiento, Nacho Vigalondo, Patrick Horvath, Sion Sono, i Trent Haaga.
L'octubre de 2021, Cinedigm va comprar Bloody Disgusting als copropietaris/cofundadors Brad Miska i Tom Owen, als socis comercials Peter Lutrell i Heather Lutrell i al copropietari Michael Green l'empresa del qual, The Collective, havia estat propietari d'una gran participació a l’empresa anteriorment. Cinedigm té la intenció d'ampliar Bloody Disgusting a gran escala. L'octubre de 2021, Cinedigm va assignar la gestió del seu servei subsidiari de streaming Screambox a l'equip de Bloody Disgusting. La col·laboració reinventarà el servei de streaming, amb la intenció d'ampliar el seu contingut i els llançaments originals. El novembre de 2022 Screambox va anunciar el rellançament del nou "Bloody Disgusting aprovat". El servei de streaming va incloure un redisseny, un canvi de cost, un augment de la varietat de contingut i canvis d'accessibilitat. En el seu llançament, el streamer va incloure més de 700 títols disponibles. El servei de reproducció original de Bloody Disgusting, Bloody Disgusting TV, es va traslladar a la navegació Screambox.

## Producció de pel·lícules
A mesura que Bloody Disgusting va créixer, va evolucionar fins a convertir-se en una productora cinematogràfica, llançant pel·lícules favorites del gènere de terror i pel·lícules guardonades.
- V/H/S – estrenat al Festival de Cinema de Sundance de 2012
- V/H/S/2 – estrenada al Festival de Cinema de Sundance de 2013
- V/H/S: Viral – estrenat al festival de cinema Fantastic Fest de 2014
- V/H/S/94 – estrenada al festival de cinema Fantastic Fest del 2021
- V/H/S/99 – estrenat al Festival Internacional de Cinema de Toronto de 2022
- Under the Bed – estrenada al Fantasia International Film Festival de 2012
- A Horrible Way to Die – estrenada al Toronto International Film Festival de 2010. També va actuar al Fantastic Fest on va rebre tres premis importants: Millor guió per Simon Barrett, Millor actor per AJ Bowen i millor actriu per Amy Seimetz.
- Southbound – estrenada al Toronto International Film Festival de 2015
- Honeydew – estrenada al Nightstream Film Festival 2020

## Bloody Disgusting Selects
- Alyce Kills
- Atrocious
- Blood Runs Cold
- Chop
- Cold Fish
- Crawl
- Delivery
- Exit Humanity
- Faust: La revenja és a la sang
- Fever Night aka Band of Satanic Outsiders
- The Haunting of Helena
- Hellacious Acres
- Macabre
- Outcast
- The Pack
- Phase 7
- Rammbock
- Truth or Dare
- The Woman
- YellowBrickRoad
- Terrifier 2